# .ly
.lyは国別コードトップレベルドメイン（ccTLD）の一つで、リビアに割り当てられている。
このドメインは一時、世界中からセカンドレベルへの登録を受け付けていた。いくつかのサイトではドメインハックが行われ、ita.lyのように使われている。
現在では、かつて.lyドメインを販売していたlydomains.comは廃止され、登録機関の認定を取り消されている。将来的には、複数の登録機関が認定されることになっているが、現在では電話キャリアのLTT.LYのみが行っている。
LTTではオンラインの登録を受け付けていないが、LTTのサイトには再販売業者のLibyan Spider Networkが載っている。
セカンドレベルドメインは、サードレベルドメインの3倍の値段で販売されている。
登録サイトによると、「猥褻な言葉、宗教や政治に関する言葉、ギャンブルに関する言葉、リビアの法律やイスラム教の道徳に反する言葉以外の名前を登録することができる」とされている。
セカンドレベルドメインには次の種類がある。
- .com.ly: 	商業サービス
- .net.ly: 	インターネット関連サービス
- .gov.ly: 	政府及び省庁
- .plc.ly: 	州立企業
- .edu.ly: 	教育機関
- .sch.ly: 	学校
- .med.ly: 	健康関連サービス
- .org.ly: 	非営利組織
- .id.ly: 	個人

## ドメインハック
.lyドメインには、sil.lyのように英単語と関連付けられたものが多くあるが、年間150ドルの維持費が高額であるため、多くのドメイン名が残されている。
2008年11月、.lyドメインの登録機関のLibyan Spiderは、モンテネグロで.meを値下げして成功したのを参考に、年間の登録料を75ドルと半額にした。